# Ale den uppländske
Ale, Ole eller Åle den oppländske (isländska: Áli hinn Upplenzki, alternativt översatt som "uppländske"; namnet syftar på området ovanför Oslofjorden – se Oppland fylke) var enligt Ynglingasagan en norsk kung som stupade i ett slag på Vänerns is mot sveakungen Adils.
Han har identifierats med Onela i Beowulfskvädet, en sveakung av Skilfingaätten, vilket anses vara ett namn för en senare gren av Ynglingaätten. Denne var son till Ongentheow och bror till Ohthere. Enligt kvädet mördade Onela sin bror Ohthere och tog själv makten över sveariket. Ohtheres söner Eadgils och Eanmund flydde till geaterna och sökte skydd hos kung Heardred. Onela angrep geaterna och dräpte kung Heardred medan hans brorson Eanmund stupade i strid mot hans kämpe Weohstan. Därefter blev Beowulf kung av Geatland och hjälpte Eadgils, som nu hade både bror och far att hämnas, att besegra Onela.
Även om det finns skillnader mellan traditionerna i Beowulf och Ynglingasagan gällande Onela är huvuddragen desamma varför forskare har menat att det är samme person som skildras. Onela är den fornengelska motsvarigheten till nordiska Ale, liksom Eadgils motsvarar Adils. Det uppges i både Beowulf och i Ynglingasagan att de kämpade mot varandra över en isig/frostbelagd sjö och att Adils dräpte Ale. Att Ale kallas norsk i de nordiska traditionerna har förklarats med en sammanblandning mellan det svenska Uppland och det norska Oppland, som på fornisländska heter likadant. I den nordiska berättelsen sägs ingenting om Ales släktskapsförhållanden, medan han i Beowulf uppges vara farbror till Adils. Vissa forskare, till exempel Birger Nerman, har menat att eftersom Ale nämns i källor från två vitt skilda håll, så torde det röra sig om en verklig historisk person. Det går emellertid inte att bevisa att traditionerna i Beowulf respektive Ynglingasagan är oberoende av varandra.  